# چل گاپون
چل گاپون یک روستا در ایران است که در دهستان ماهرو واقع شده‌است.